# ХК Олимпија (1928—2017)
ХДД Олимпија Љубљана био је словеначки хокејашки тим из Љубљане, који је угашен 2017. године.

## Имена
Досадашњи називи клуба: 
- СК Илрија - 1929-1942
- ХК Ударник - 1946
- ХК Триглав - 1947
- ХК Енотност - 1948
- ХК Љубљана - 1949-1961
- ХК Олимпија Љубљана - 1962-1984
- ХК Олимпија Компас - 1985-1990
- ХК Олимпија Херц - 1991-1998
- ХДД ЗМ Олимпија - 2001-2008
- ХДД Тилија Олимпија - 2007-данас

## Успеси
- Хокејашка лига Југославије:
  - Првак (13) : 1937, 1938, 1939, 1940, 1941, 1972, 1974, 1975, 1976, 1979, 1980, 1983, 1984
- Хокејашка лига Словеније:
  - Првак (14) : 1995, 1996, 1997, 1998, 1999, 2000, 2001, 2002, 2003, 2004, 2007, 2012, 2013, 2014
- Куп Југославије:
  - Победник (4) : 1969, 1972, 1975, 1987
- Куп Словеније:
  - Победник (3) : 1996, 2001, 2016
- Интерлига:
  - Победник (2) : 2001, 2002